# おかゆいところはございませんか?
『おかゆいところはございませんか?』は、矢島美容室のスタジオ・アルバム。2010年3月3日にavex traxから発売された。

## 概要
- 初回限定盤はDVD、オリジナルトレーディングカード（全5種中1種）付き。
- ジャケットは、ローリング・ストーンズのアルバム『女たち』のパロディになっている。初回限定盤はかつらフィルター仕様。

## 収録曲
1. ニホンノミカタ -ネバダカラキマシタ- [4:48]
2. メガミノチカラ [3:30]
3. YAZIMA魂 -おかゆいところはございませんか- [4:46]
  - 本アルバムのタイトルチューン。
4. mamaに絶対恋してる [4:09]
5. イチゴ ツブツブ ROCK'N'ROLL [3:33]
  - ストロベリーのソロ曲。
6. ナオミの夢 [3:02]
  - ナオミのソロ曲。ヘドバとダビデの楽曲をカバー。
7. 爪の先まであなただった [4:50]
  - マーガレットのソロ曲。
8. はまぐりボンバー [3:32]
9. SAKURA -ハルヲウタワネバダ- [4:57]
10. ニホンジンニナリタイ [6:21]
11. MURI -ジツハエイゴガハナセナイ- [4:40]

### DVD
矢島美容室 History
※ ジャケットや公式サイトにクレジット・記載はされていない。
過去の「みなさんのおかげでした」で放送されたデビュー直前後の映像に加え、放送されなかった未公開シーンを中心に収録したヒストリー映像。
1. ニホンノミカタ -ネバダカラキマシタ-
2. SAKURA -ハルヲウタワネバダ-
3. はまぐりボンバー
4. メガミノチカラ
5. 矢島舞踏室 -Dance Lesson Video-